# Кабардинка (село)
Кабарди́нка — село в Урванском районе Кабардино-Балкарской Республики. Входит в состав муниципального образования «Сельское поселение Псыкод».

## География
Селение расположено в северо-восточной части Урванского района, у железнодорожной ветки Нальчик—Котляревская. Находится в 1,2 км к северо-западу от центра сельского поселения — Псыкод, в 20 км к северо-востоку от районного центра — Нарткала и в 45 км от города Нальчик.
Граничит с землями населённых пунктов: Псыкод на юго-востоке, хуторами Право-Урванский и Красная Поляна на севере и городом Майский на востоке.
Населённый пункт расположен на наклонной Кабардинской равнине, в переходной от предгорной в равнинную зоне республики. Рельеф местности имеет общий уклон с юго-запада на северо-восток и представляет собой в основном предгорные волнистые равнины, с бугристыми и курганными возвышенностями. Средние высоты на территории села составляют 237 метров над уровнем моря. С севера селение окружено полосой леса.
Гидрографическая сеть представлена в основном родниковыми источниками. Вдоль западной окраины села проходит мелиоративный канал, вдоль его южной окраины протекает безымянный родниковый ручей, а ещё южнее река Старый Кахун. Уровень обеспечения местности водными ресурсами одна из самых высоких в республике. Глубина залегания грунтовых вод на территории сельского поселения составляют всего 2-2,5 метра. В связи с этим, в селе и его окрестностях выращивают различные влаголюбивые культуры.
Климат влажный умеренный, с тёплым летом и прохладной зимой. Среднегодовая температура воздуха составляет +10,5°С, и колеблется от средних +23,0°С в июле, до средних -2,0°С в январе. Среднегодовое количество осадков составляет около 630 мм. Наибольшее количество осадков выпадет в период с апреля по июнь. Основные ветры — северо-западная и восточная.

## История
Селение было основано в 1924 году, как станция при железнодорожной ветке Нальчик—Котляревская, и первоначально называлось — посёлок «Восьмой километр».
В 1954 году посёлок был включён в состав Псыкодского сельского Совета.
С 1958 по 1963 года вместе с селением Псыкод, входили в состав Ново-Ивановского сельсовета Майского района.
В 1963 году населённые пункты были возвращены в состав Урванского района, во вновь восстановленный Псыкодский сельсовет.
В 1965 году посёлку было присвоено статус села и переименовано в Кабардинку.

## Население
| 2002 | 2010 | 2021 |
| ---- | ---- | ---- |
| 113  | ↘99  | ↗120 |

По данным Всероссийской переписи 2021 года:
| Народ      | Численность, чел. | Доля от всего населения, % |
| ---------- | ----------------- | -------------------------- |
| турки      | 106               | 88,33 %                    |
| кабардинцы | 9                 | 7,50 %                     |
| русские    | 5                 | 4,16 %                     |
| всего      | 120               | 100,0 %                    |

Поло-возрастной состав
По данным Всероссийской переписи населения 2010 года:
| Возраст     | Мужчины, чел. | Женщины, чел. | Общая численность, чел. | Доля от всего населения, % |
| ----------- | ------------- | ------------- | ----------------------- | -------------------------- |
| 0 — 14 лет  | 11            | 14            | 25                      | 25,3 %                     |
| 15 — 59 лет | 38            | 24            | 62                      | 62,6 %                     |
| от 60 лет   | 4             | 8             | 12                      | 12,1 %                     |
| Всего       | 53            | 46            | 99                      | 100,0 %                    |

Мужчины — 53 чел. (53,5 %). Женщины — 46 чел. (46,5 %).
Средний возраст населения — 28,0 лет. Медианный возраст населения — 25,9 лет.
Средний возраст мужчин — 26,5 лет. Медианный возраст мужчин — 23,7 лет.
Средний возраст женщин — 29,7 лет. Медианный возраст женщин — 31,0 лет.

## Инфраструктура
У северной окраины села расположена железнодорожная станция Кабардинка, действующая на железнодорожной ветке Нальчик—Котляревская. 